# 엘리자베스 (음악 그룹)
엘리자베스(Elizabeth)는 대한민국의 음악 그룹이다. 2011년 싱글 앨범 [Queen Of The Queen]으로 데뷔했다.

## 음반
- Queen Of The Queen (2011)